# Corbinian Khamm
Corbinian Khamm (* 25. Januar 1645 in Zusamaltheim; † 8. März 1730 in Augsburg) war ein deutscher Benediktinerpater. 

## Leben
Khamm trat 1662 ins Benediktinerstift St. Ulrich und Afra in Augsburg ein und legte dort am 8. September 1663 die feierlichen Gelübde ab. Seine Priesterweihe erfolgte am 6. Januar 1669. Nach weiteren Studienjahren lehrte er als Professor der Philosophie und Theologie am Stift St. Ulrich und St. Afra, zeitweise aber auch im Kloster Roggenburg sowie im Fürststift Kempten. Von 1684 bis 1688 war er vorübergehend Stadtpfarrvikar in Günzburg, kehrte jedoch als Professor der Philosophie in das Lehramt zurück.
Khamm legte 1705 das Lehramt aus Altersgründen nieder und wurde im Augsburger Kloster zum Subprior gewählt.

## Werke (Auswahl)
- Quaestiones Disputatae Ex Logica, Utzschneider, Augsburg 1675.
- Quaestiones disputatae ex Physicae auscultationis libro I., Utzschneider, Augsburg 1675.
- Animadversiones in vindicias Kempenses, 1677.
- Summulae Logices, 3 Bände, Utzschneider, Augsburg 1694–1698.
- Synopsis Juris Canonici, Et Civilis, um 1700.
- Hierarchia Augustana chronologica tripartita in partem cathedralem, collegialem et regularem, 5 Bände, Labhart, Augsburg 1709–1719.
- Relatio De Origine Et Propagatione Instituti, Mariae Nuncupati, Virginum Anglarum Seu Anglicanarum. Atque Adversus Infensum Earum Scriptorem, Iusta Defensione, Straub, München 1717.
- Defensio Censoria, Grueber, Augsburg 1721.